# Athlétisme aux Jeux panaméricains de 2003
Navigation
Les épreuves d'athlétisme des Jeux panaméricains de 2003 se sont déroulées du 5 au 9 août 2003 au Stade olympique Félix-Sánchez de Saint-Domingue, en République dominicaine

## Podiums

### Hommes
| Épreuves | Or                                                                              | Or       | Argent                                                                    | Argent        | Bronze                                                                      | Bronze       |
| --- | ------------------------------------------------------------------------------- | -------- | ------------------------------------------------------------------------- | ------------- | --------------------------------------------------------------------------- | ------------ |
| 100 m (vent : 0,7 m/s) | Michael Frater Jamaica                                                          | 10.21    | Mardy Scales United States                                                | 10.22         | Anson Henry Canada                                                          | 10.30        |
| 200 m (vent : 0,6 m/s) | Kenny Brokenburr United States                                                  | 20.42    | Christopher Williams Jamaica                                              | 20.54         | André Domingos Brazil                                                       | 20.68        |
| 400 m | Mitch Potter United States                                                      | 45.11    | Yeimer López Cuba                                                         | 45.13         | Alleyne Francique Grenada                                                   | 45.51        |
| 800 m | Achraf Tadili Canada                                                            | 1:45.05  | Osmar dos Santos Brazil                                                   | 1:45.64       | Fabiano Peçanha Brazil                                                      | 1:46.39      |
| 1 500 m | Hudson de Souza Brazil                                                          | 3:45.72  | Michael Stember United States                                             | 3:46.31       | Grant Robison United States                                                 | 3:46.68      |
| 5 000 m | Hudson de Souza Brazil                                                          | 13:50.71 | José David Galván Mexico                                                  | 13:52.92      | Marílson Gomes dos Santos Brazil                                            | 13:56.90     |
| 10 000 m | Teodoro Vega Mexico                                                             | 28:49.38 | Marílson Gomes dos Santos Brazil                                          | 28:49.48      | Dan Browne United States                                                    | 29:06.23     |
| Marathon | Vanderlei de Lima Brazil                                                        | 2:19:08  | Bruce Deacon Canada                                                       | 2:20:35       | Diego Colorado Colombia                                                     | 2:21:48      |
| 3 000 m steeple | Néstor Nieves Venezuela                                                         | 8:34.26  | Joël Bourgeois Canada                                                     | 8:36.78       | Anthony Famiglietti United States                                           | 8:40.22      |
| 110 mètres haies (vent :-0,2 m/s) | Yuniel Hernández Cuba                                                           | 13.35    | Larry Wade United States                                                  | 13.35         | Márcio de Souza Brazil                                                      | 13.45        |
| 400 mètres haies | Félix Sánchez Dominican Republic                                                | 48.19    | Eric Thomas United States                                                 | 48.74         | Dean Griffiths Jamaica                                                      | 49.35        |
| 20 km marche | Jefferson Pérez Ecuador                                                         | 1:23:06  | Bernardo Segura Mexico                                                    | 1:23:31       | Alejandro López Mexico                                                      | 1:24:33      |
| 50 km marche | Germán Sánchez Mexico                                                           | 4:05:01  | Mário dos Santos Brazil                                                   | 4:07:36       | Luis Fernando García Guatemala                                              | 4:12:14      |
| 4 × 100 m | Brazil Vicente Lenílson de Lima Édson Ribeiro André Domingos Claudinei da Silva | 38.44    | Trinidad and Tobago Niconnor Alexander Marc Burns Ato Boldon Darrel Brown | 38.53         | Cuba José César José Carlos Peña Luis Alexander Reyes Juan Pita             | 39.09        |
| 4 × 400 m | Jamaica Michael Campbell Sanjay Ayre Lansford Spence Davian Clarke              | 3:01.81  | United States Mitchell Potter Ja'Warren Hooker Adam Steele James Davis    | 3:01.87       | Dominican Republic Arismendy Peguero Carlos Santa Julio Vidal Félix Sánchez | 3:02.02 (NR) |
| Saut en hauteur | Germaine Mason Jamaica                                                          | 2.34     | Jamie Nieto United States                                                 | 2.28          | Terrance Woods United States                                                | 2.22         |
| Saut à la perche | Toby Stevenson United States                                                    | 5.45     | Russ Buller United States                                                 | 5.40          | Dominic Johnson Saint Lucia                                                 | 5.40         |
| Saut en longueur | Iván Pedroso Cuba                                                               | 8.23     | Luis Felipe Méliz Cuba                                                    | 8.20          | Víctor Castillo Venezuela                                                   | 7.98         |
| Triple saut | Yoandris Betanzos Cuba                                                          | 17.26    | Jadel Gregório Brazil                                                     | 17.03         | Yoelbi Quesada Cuba                                                         | 16.78        |
| Lancer du poids | Reese Hoffa United States                                                       | 20.95    | Marco Antonio Verni Chile                                                 | 20.14         | Bradley Snyder Canada                                                       | 20.10        |
| Lancer du disque | Jason Tunks Canada                                                              | 63.70    | Frank Casañas Cuba                                                        | 62.61         | Lois Maikel Martínez Cuba                                                   | 61.36        |
| Lancer du marteau | Juan Ignacio Cerra Argentina                                                    | 75.53    | James Parker United States                                                | 74.35         | Yosvany Suárez Cuba                                                         | 70.24        |
| Lancer du javelot | Emeterio González Cuba                                                          | 81.72    | Isbel Luaces Cuba                                                         | 80.95         | Breaux Greer United States                                                  | 79.21        |
| Décathlon | Stephen Moore United States                                                     | 7809 pts | Luiggy Llanos Puerto Rico                                                 | 7704 pts (NR) | Yonelvis Águila Cuba                                                        | 7593 pts     |
| Records et Performances - AR : Record continental (area record) - CR : Record des championnats (championship record) - MR : Record du meeting (meet record) - NR : Record national (national record) - OR : Record olympique (olympic record) - PR : Record paralympique (paralympic record) - PB : Record personnel (personal best) - SB : Meilleure performance personnelle de la saison (season's best) - WL : Meilleure performance mondiale de l'année (world leader) - WJR : Record du monde junior (world junior record) - WR : Record du monde (world record) Circonstances et Conditions - DNF : N'a pas terminé (did not finish) - DNS : N'a pas pris le départ (did not start) - DQ : Disqualification (disqualification) - NM : Aucun essai valable enregistré (No Mark) - Q : Qualifié « directement » au prochain tour (ou à la prochaine compétition), lors d'une compétition majeure, grâce au classement ou à la réalisation des minima (automatic qualifier) - q : Qualifié au prochain tour (ou à la prochaine compétition), lors d'une compétition majeure, grâce au repêchage ou à la réalisation de l'une des meilleures performances parmi celles des « non qualifiés directement » (grâce au meilleur temps ou à la meilleure distance par exemple) (secondary qualifier) |                                                                                 |          |                                                                           |               |                                                                             |              |

### Femmes
| Épreuves | Or                                                                          | Or       | Argent                                                                   | Argent   | Bronze                                                                          | Bronze   |
| --- | --------------------------------------------------------------------------- | -------- | ------------------------------------------------------------------------ | -------- | ------------------------------------------------------------------------------- | -------- |
| 100 m (vent : 1,6 m/s) | Lauryn Williams United States                                               | 11.12    | Angela Williams United States                                            | 11.15    | Liliana Allen Mexico                                                            | 11.28    |
| 200 m (vent : 1,3 m/s) | Roxana Díaz Cuba                                                            | 22.69    | Cydonie Mothersille Cayman Islands                                       | 22.86    | Allyson Felix United States                                                     | 22.93    |
| 400 m | Ana Guevara Mexico                                                          | 50.36    | Hazel-Ann Regis Grenada                                                  | 51.56    | Aliann Pompey Guyana                                                            | 52.06    |
| 800 m | Adriana Muñoz Cuba                                                          | 2:02.56  | Marian Burnett Guyana                                                    | 2:03.58  | Christiane dos Santos Brazil                                                    | 2:04.37  |
| 1 500 m | Adriana Muñoz Cuba                                                          | 4:09.57  | Mary Jayne Harrelson United States                                       | 4:09.72  | Mardrea Hyman Jamaica                                                           | 4:10.08  |
| 5 000 m | Adriana Fernández Mexico                                                    | 15:30.65 | Nora Rocha Mexico                                                        | 15:40.98 | Nicole Jefferson United States                                                  | 15:42.40 |
| 10 000 m | Adriana Fernández Mexico                                                    | 33:16.05 | Yudelkis Martínez Cuba                                                   | 33:55.12 | Bertha Sánchez Colombia                                                         | 33:56.17 |
| Marathon | Márcia Narloch Brazil                                                       | 2:39:54  | Mariela González Cuba                                                    | 2:42:55  | Érika Olivera Chile                                                             | 2:44:52  |
| 100 m haies (vent : - 0,3 m/s) | Brigitte Foster Jamaica                                                     | 12.67    | Perdita Felicien Canada                                                  | 12.70    | Lacena Golding-Clarke Jamaica                                                   | 12.79    |
| 400 m haies | Joanna Hayes United States                                                  | 54.77    | Daimí Pernía Cuba                                                        | 55.10    | Andrea Blackett Barbados                                                        | 55.24    |
| 20 km marche | Victoria Palacios Mexico                                                    | 1:35:16  | Rosario Sánchez Mexico                                                   | 1:35:21  | Joanne Dow United States                                                        | 1:35:48  |
| 4 × 100 m | United States Angela Williams Consuella Moore Angela Daigle Lauryn Williams | 43.06    | Cuba Dainelky Pérez Roxana Díaz Virgen Benavides Misleidys Lazo          | 43.40    | Jamaica Lacena Golding-Clarke Judyth Kitson Shellene Williams Danielle Browning | 43.71    |
| 4 × 400 m | United States Me'Lisa Barber Moushaumi Robinson Julian Clay DeeDee Trotter  | 3:27.76  | Jamaica Naleya Downer Michelle Burgher Novlene Williams Allison Beckford | 3:27.34  | Brazil Maria Almirão Josiane Tito Geisa Coutinho Lucimar Teodoro                | 3:28.07  |
| Saut en hauteur | Juana Arrendel Dominican Republic                                           | 1.94     | Romary Rifka Mexico                                                      | 1.94     | Yarianny Argüelles Cuba                                                         | 1.89     |
| Saut à la perche | Melissa Mueller United States                                               | 4.40     | Carolina Torres Chile                                                    | 4.30     | Stephanie McCann Canada                                                         | 4.20     |
| Saut en longueur | Alice Falaiye Canada                                                        | 6.43     | Jackie Edwards Bahamas                                                   | 6.41     | Yargelis Savigne Cuba                                                           | 6.40     |
| Triple saut | Mabel Gay Cuba                                                              | 14.42    | Yuliana Pérez United States                                              | 13.99    | Yusmay Bicet Cuba                                                               | 13.90    |
| Lancer du poids | Yumileidi Cumbá Cuba                                                        | 19.31    | Elisângela Adriano Brazil                                                | 18.48    | Fior Vásquez Dominican Republic                                                 | 18.14 NR |
| Lancer du disque | Aretha Hill United States                                                   | 63.30    | Anaelys Fernández Cuba                                                   | 61.26    | Yania Ferrales Cuba                                                             | 60.03    |
| Lancer du marteau | Yipsi Moreno Cuba                                                           | 74.25    | Yunaika Crawford Cuba                                                    | 69.57    | Candice Scott Trinidad and Tobago                                               | 69.06    |
| Lancer du javelot | Kim Kreiner United States                                                   | 60.86    | Laverne Eve Bahamas                                                      | 60.68    | Olisdeilys Menéndez Cuba                                                        | 60.20    |
| Heptathlon | Tiffany Lott-Hogan United States                                            | 6064 pts | Nicole Haynes Canada                                                     | 5959 pts | Magalys García Cuba                                                             | 5864 pts |
| Records et Performances - AR : Record continental (area record) - CR : Record des championnats (championship record) - MR : Record du meeting (meet record) - NR : Record national (national record) - OR : Record olympique (olympic record) - PR : Record paralympique (paralympic record) - PB : Record personnel (personal best) - SB : Meilleure performance personnelle de la saison (season's best) - WL : Meilleure performance mondiale de l'année (world leader) - WJR : Record du monde junior (world junior record) - WR : Record du monde (world record) Circonstances et Conditions - DNF : N'a pas terminé (did not finish) - DNS : N'a pas pris le départ (did not start) - DQ : Disqualification (disqualification) - NM : Aucun essai valable enregistré (No Mark) - Q : Qualifié « directement » au prochain tour (ou à la prochaine compétition), lors d'une compétition majeure, grâce au classement ou à la réalisation des minima (automatic qualifier) - q : Qualifié au prochain tour (ou à la prochaine compétition), lors d'une compétition majeure, grâce au repêchage ou à la réalisation de l'une des meilleures performances parmi celles des « non qualifiés directement » (grâce au meilleur temps ou à la meilleure distance par exemple) (secondary qualifier) |                                                                             |          |                                                                          |          |                                                                                 |          |

## Résultats

### 100m
| Rang | Pays              | Athlète            | Temps           |
| ---- | ----------------- | ------------------ | --------------- |
| 1    | Jamaïque          | Michael Frater     | 10 s 21         |
| 2    | États-Unis        | Mardy Scales       | 10 s 22         |
| 3    | Canada            | Anson Henry        | 10 s 30         |
| 4    | Brésil            | Édson Ribeiro      | 10 s 31         |
| 5    | Brésil            | Jarbas Mascarenhas | 10 s 34         |
| 6    | Jamaïque          | Sheldon Morant     | 10 s 36         |
| 7    | Trinité-et-Tobago | Niconnor Alexander | 10 s 42         |
| 8    | États-Unis        | Mickey Grimes      | 10 s 10 (disq.) |

| Rang | Pays              | Athlète          | Temps   |
| ---- | ----------------- | ---------------- | ------- |
| 1    | États-Unis        | Lauryn Williams  | 11 s 12 |
| 2    | États-Unis        | Angela Williams  | 11 s 15 |
| 3    | Mexique           | Liliana Allen    | 11 s 28 |
| 4    | Cuba              | Virgen Benavides | 11 s 28 |
| 5    | Bahamas           | Tamica Clarke    | 11 s 39 |
| 6    | Bahamas           | Sevatheda Fynes  | 11 s 42 |
| 7    | Jamaïque          | Judyth Kitson    | 11 s 48 |
| 8    | Trinité-et-Tobago | Fana Ashby       | 11 s 52 |

### 200 m
| Rang | Pays                       | Athlète              | Temps   |
| ---- | -------------------------- | -------------------- | ------- |
| 1    | États-Unis                 | Kenny Brokenburr     | 20 s 42 |
| 2    | Jamaïque                   | Christopher Williams | 20 s 54 |
| 3    | Brésil                     | André Domingos       | 20 s 68 |
| 4    | Jamaïque                   | Clement Campbell     | 20 s 85 |
| 5    | Uruguay                    | Heber Viera          | 20 s 85 |
| 6    | Trinité-et-Tobago          | Julian Raeburn       | 20 s 93 |
| 7    | Brésil                     | Claudinei da Silva   | 20 s 99 |
| 8    | Saint-Christophe-et-Niévès | Kevin Arthurton      | 21 s 02 |

| Rang | Pays              | Athlète             | Temps   |
| ---- | ----------------- | ------------------- | ------- |
| 1    | Cuba              | Roxana Díaz         | 22 s 69 |
| 2    | Îles Caïmans      | Cydonie Mothersille | 22 s 86 |
| 3    | États-Unis        | Allyson Felix       | 22 s 93 |
| 4    | Colombie          | Digna Murillo       | 23 s 26 |
| 5    | États-Unis        | Crystal Cox         | 23 s 36 |
| 6    | Jamaïque          | Danielle Browning   | 23 s 46 |
| 6    | Trinité-et-Tobago | Fana Ashby          | 23 s 97 |
| 8    | Colombie          | Norma González      | 23 s 47 |

### 400 m
| Rang | Pays                   | Athlète           | Temps   |
| ---- | ---------------------- | ----------------- | ------- |
| 1    | États-Unis             | Mitch Potter      | 45 s 11 |
| 2    | Cuba                   | Geyman López      | 45 s 13 |
| 3    | Grenade                | Alleyne Francique | 45 s 51 |
| 4    | États-Unis             | Adam Steele       | 45 s 72 |
| 5    | Canada                 | Shane Niemi       | 45 s 78 |
| 6    | République dominicaine | Carlos Santa      | 45 s 85 |
| 7    | Jamaïque               | Michael Campbell  | 46 s 10 |
| 8    | Jamaïque               | Davian Clarke     | 46 s 17 |

| Rang | Pays       | Athlète            | Temps   |
| ---- | ---------- | ------------------ | ------- |
| 1    | Mexique    | Ana Guevara        | 50 s 36 |
| 2    | Grenade    | Hazel-Ann Regis    | 51 s 56 |
| 3    | Guyana     | Aliann Pompey      | 52 s 06 |
| 4    | Cuba       | Lisvania Grenot    | 52 s 23 |
| 5    | États-Unis | Me'Lisa Barber     | 52 s 53 |
| 6    | Jamaïque   | Novlene Williams   | 52 s 83 |
| 7    | États-Unis | Moushaumi Robinson | 52 s 96 |
| 8    | Jamaïque   | Michelle Burgher   | 53 s 26 |

### 800 m
| Rang | Pays              | Athlète          | Temps         |
| ---- | ----------------- | ---------------- | ------------- |
| 1    | Canada            | Achraf Tadili    | 1 min 45 s 05 |
| 2    | Brésil            | Osmar dos Santos | 1 min 45 s 64 |
| 3    | Brésil            | Fabiano Peçanha  | 1 min 46 s 39 |
| 4    | États-Unis        | Jesse Strutzel   | 1 min 46 s 45 |
| 5    | Trinité-et-Tobago | Sherridan Kirk   | 1 min 47 s 50 |
| 6    | Porto Rico        | Ricky Etheridge  | 1 min 48 s 53 |
| 7    | Jamaïque          | Marvin Watts     | 1 min 48 s 98 |
| 8    | États-Unis        | Floyd Thompson   | 1 min 50 s 04 |

| Rang | Pays       | Athlète               | Temps                 |
| ---- | ---------- | --------------------- | --------------------- |
| 1    | Cuba       | Adriana Muñoz         | 2 min 02 s 96         |
| 2    | Guyana     | Marian Burnett        | 2 min 03 s 58         |
| 3    | Brésil     | Christiane dos Santos | 2 min 04 s 37         |
| 4    | Cuba       | Yanelis Lara          | 2 min 04 s 58         |
| 5    | Brésil     | Luciana Mendes        | 2 min 05 s 52         |
| 6    | Barbade    | Sheena Gooding        | 2 min 06 s 28         |
| 7    | États-Unis | Hazel Clark           | 2 min 09 s 12         |
| -    | Suriname   | Letitia Vriesde       | disq. (2 min 02 s 92) |

### 1 500 m
| Rang | Pays       | Athlète           | Temps         |
| ---- | ---------- | ----------------- | ------------- |
| 1    | Brésil     | Hudson de Souza   | 3 min 45 s 72 |
| 2    | États-Unis | Michael Stember   | 3 min 46 s 31 |
| 3    | États-Unis | Grant Robison     | 3 min 46 s 68 |
| 4    | Venezuela  | Miguel García     | 3 min 47 s 31 |
| 5    | Mexique    | Juan Luis Barrios | 3 min 47 s 67 |
| 6    | Brésil     | Fabiano Peçanha   | 3 min 48 s 26 |
| 7    | Argentine  | Javier Carriqueo  | 3 min 50 s 95 |
| 8    | Équateur   | Bayron Piedra     | 3 min 52 s 20 |

| Rang | Pays       | Athlète             | Temps         |
| ---- | ---------- | ------------------- | ------------- |
| 1    | Cuba       | Adriana Muñoz       | 4 min 09 s 57 |
| 2    | États-Unis | Mary Jane Harrelson | 4 min 09 s 72 |
| 3    | Jamaïque   | Mardrea Hyman       | 4 min 10 s 08 |
| 4    | Canada     | Malindi Elmore      | 4 min 10 s 42 |
| 5    | Mexique    | Dulce Rodrígeuz     | 4 min 11 s 46 |
| 6    | Cuba       | Jeny Tamargo        | 4 min 20 s 33 |
| 7    | Bermudes   | Ashley Cooper       | 4 min 20 s 98 |
| 8    | Brésil     | Luciana Mendes      | 4 min 21 s 80 |

### 5 000 m
| Rang | Pays      | Athlète                   | Temps          |
| ---- | --------- | ------------------------- | -------------- |
| 1    | Brésil    | Hudson de Souza           | 13 min 50 s 71 |
| 2    | Mexique   | David Galván              | 13 min 52 s 92 |
| 3    | Brésil    | Marílson Gomes dos Santos | 13 min 56 s 90 |
| 4    | Mexique   | Alejandro Suárez          | 13 min 58 s 19 |
| 5    | Chili     | Mauricio Díaz             | 13 min 58 s 85 |
| 6    | Venezuela | Freddy González           | 14 min 21 s 53 |
| 7    | Colombie  | William Naranjo           | 14 min 25 s 70 |
| 8    | Belize    | Patrick Fuller            | 14 min 39 s 23 |

| Rang | Pays       | Athlète           | Temps          |
| ---- | ---------- | ----------------- | -------------- |
| 1    | Mexique    | Adriana Fernández | 15 min 30 s 98 |
| 2    | Mexique    | Nora Rocha        | 15 min 40 s 98 |
| 3    | États-Unis | Nicole Jefferson  | 15 min 42 s 40 |
| 4    | Cuba       | Yudelkis Martínez | 16 min 09 s 33 |
| 5    | Colombie   | Bertha Sánchez    | 16 min 13 s 59 |
| 6    | États-Unis | Ann Marie Brooks  | 16 min 31 s 51 |
| 7    | Bolivie    | Rosa Apaza        | 17 min 01 s 41 |
| 8    | Guatemala  | Elsa Monterroso   | 17 min 13 s 72 |

### 10 000 m
| Rang | Pays       | Athlète                   | Temps          |
| ---- | ---------- | ------------------------- | -------------- |
| 1    | Mexique    | Teodoro Vega              | 28 min 49 s 38 |
| 2    | Brésil     | Marílson Gomes dos Santos | 28 min 49 s 48 |
| 3    | États-Unis | Dan Browne                | 29 min 06 s 23 |
| 4    | Mexique    | Pablo Olmedo              | 29 min 41 s 31 |
| 5    | Venezuela  | Luis Fonseca              | 29 min 42 s 30 |
| 6    | Colombie   | William Naranjo           | 30 min 13 s 26 |
| 7    | Guatemala  | José Amado García         | 30 min 26 s 61 |
| 8    | Paraguay   | Jorge Cabrera             | 31 min 40 s 79 |

| Rang | Pays       | Athlète           | Temps          |
| ---- | ---------- | ----------------- | -------------- |
| 1    | Mexique    | Adriana Fernández | 33 min 16 s 05 |
| 2    | Cuba       | Yudelkis Martínez | 33 min 55 s 12 |
| 3    | Colombie   | Bertha Sánchez    | 33 min 56 s 17 |
| 4    | États-Unis | Kim Fitchen-Young | 34 min 15 s 09 |
| 5    | Mexique    | Madai Perez       | 34 min 27 s 71 |
| 6    | États-Unis | Jenny Crain       | 34 min 40 s 19 |
| 7    | Guatemala  | Elsa Monterroso   | 36 min 34 s 23 |
| 8    | Chili      | Luz Silva         | 37 min 11 s 17 |

### Marathon
| Rang | Pays                            | Athlète            | Temps           |
| ---- | ------------------------------- | ------------------ | --------------- |
| 1    | Brésil                          | Vanderlei de Lima  | 2 h 19 min 08 s |
| 2    | Canada                          | Bruce Deacon       | 2 h 20 min 25 s |
| 3    | Colombie                        | Diego Colorado     | 2 h 21 min 48 s |
| 4    | Cuba                            | Aguelmis Rojas     | 2 h 23 min 18 s |
| 5    | Mexique                         | Francisco Bautista | 2 h 25 min 50 s |
| 6    | Argentine                       | Daniel Simbron     | 2 h 28 min 21 s |
| 7    | Saint-Vincent-et-les-Grenadines | Pamenos Ballantyne | 2 h 29 min 37 s |
| 8    | États-Unis                      | Chris Banks        | 2 h 32 min 22 s |

| Rang | Pays       | Athlète            | Temps           |
| ---- | ---------- | ------------------ | --------------- |
| 1    | Brésil     | Marcía Narloch     | 2 h 39 min 54 s |
| 2    | Cuba       | Mariela González   | 2 h 42 min 55 s |
| 3    | Chili      | Érika Olivera      | 2 h 44 min 52 s |
| 4    | Colombie   | Iglandini González | 2 h 47 min 40 s |
| 5    | Brésil     | Maria Guimaraes    | 2 h 51 min 58 s |
| 6    | Porto Rico | Maribel Burgos     | 2 h 53 min 03 s |
| 7    | Mexique    | Angélica Sánchez   | 2 h 53 min 56 s |
| 8    | Cuba       | Emperatriz Wilson  | 2 h 54 min 16 s |

### 110 m haies/100 m haies
| Rang | Pays       | Athlète            | Temps   |
| ---- | ---------- | ------------------ | ------- |
| 1    | Cuba       | Yoel Hernández     | 13 s 35 |
| 2    | États-Unis | Larry Wade         | 13 s 35 |
| 3    | Brésil     | Márcio de Souza    | 13 s 45 |
| 4    | Brésil     | Redelén dos Santos | 13 s 48 |
| 5    | Haïti      | Dudley Dorival     | 13 s 48 |
| 6    | Équateur   | Jackson Quiñónez   | 13 s 64 |
| 7    | Canada     | Charles Allen      | 13 s 66 |
| 8    | États-Unis | Joshua Walker      | 13 s 75 |

| Rang | Pays       | Athlète               | Temps   |
| ---- | ---------- | --------------------- | ------- |
| 1    | Jamaïque   | Brigitte Foster       | 12 s 67 |
| 2    | Canada     | Perdita Felicien      | 12 s 70 |
| 3    | Jamaïque   | Lacena Golding-Clarke | 12 s 79 |
| 4    | États-Unis | Michelle Perry        | 12 s 80 |
| 5    | Canada     | Angela Whyte          | 12 s 94 |
| 6    | Cuba       | Yahumara Neyra        | 12 s 95 |
| 7    | Haïti      | Nadine Faustin        | 12 s 95 |
| 8    | Cuba       | Anay Tejeda           | 13 s 20 |

### 400 m haies
| Rang | Pays                   | Athlète            | Temps   |
| ---- | ---------------------- | ------------------ | ------- |
| 1    | République dominicaine | Félix Sánchez      | 48 s 19 |
| 2    | États-Unis             | Éric Thomas        | 48 s 74 |
| 3    | Jamaïque               | Dean Griffiths     | 49 s 35 |
| 4    | Mexique                | Oscar Juanz        | 50 s 28 |
| 5    | États-Unis             | Regan Nichols      | 50 s 31 |
| 6    | Cuba                   | Sergio Hierrezuelo | 50 s 34 |
| 7    | Canada                 | Adam Kunkel        | 50 s 43 |
| 8    | Brésil                 | Eronilde de Araújo | 51 s 19 |

| Rang | Pays       | Athlète           | Temps   |
| ---- | ---------- | ----------------- | ------- |
| 1    | États-Unis | Joanna Hayes      | 54 s 77 |
| 2    | Cuba       | Daimí Pernía      | 55 s 10 |
| 3    | Barbade    | Andrea Blackett   | 55 s 24 |
| 4    | États-Unis | Brenda Taylor     | 55 s 27 |
| 5    | Porto Rico | Yvonne Harrison   | 55 s 27 |
| 6    | Jamaïque   | Allison Beckford  | 55 s 50 |
| 7    | Jamaïque   | Debbie-Ann Parris | 56 s 73 |
| 8    | Brésil     | Lucimar Teodoro   | 57 s 56 |

### 3 000 m steeple
| \| Rang \| Pays \| Athlète \| Temps \| \| ---- \| ---------- \| --------------------- \| ------------- \| \| 1 \| Venezuela \| Néstor Nieves \| 8 min 34 s 26 \| \| 2 \| Canada \| Joël Bourgeois \| 8 min 36 s 78 \| \| 3 \| États-Unis \| Anthony Famiglietti \| 8 min 40 s 22 \| \| 4 \| États-Unis \| Tom Chorny \| 8 min 45 s 35 \| \| 5 \| Mexique \| José Salvador Miranda \| 8 min 47 s 84 \| \| 6 \| Canada \| David Milne \| 8 min 59 s 37 \| \| 7 \| Équateur \| Richard Arias \| 9 min 21 s 91 \| |            |                       |               |
| Rang | Pays       | Athlète               | Temps         |
| 1 | Venezuela  | Néstor Nieves         | 8 min 34 s 26 |
| 2 | Canada     | Joël Bourgeois        | 8 min 36 s 78 |
| 3 | États-Unis | Anthony Famiglietti   | 8 min 40 s 22 |
| 4 | États-Unis | Tom Chorny            | 8 min 45 s 35 |
| 5 | Mexique    | José Salvador Miranda | 8 min 47 s 84 |
| 6 | Canada     | David Milne           | 8 min 59 s 37 |
| 7 | Équateur   | Richard Arias         | 9 min 21 s 91 |

### 20 km marche
| Rang | Pays       | Athlète         | Temps           |
| ---- | ---------- | --------------- | --------------- |
| 1    | Équateur   | Jefferson Pérez | 1 h 23 min 06 s |
| 2    | Mexique    | Bernardo Segura | 1 h 23 min 31 s |
| 3    | Mexique    | Alejandro López | 1 h 24 min 33 s |
| 4    | Colombie   | Luis López      | 1 h 27 min 32 s |
| 5    | Colombie   | Fredy Hernández | 1 h 28 min 07 s |
| 6    | Chili      | Cristian Muñoz  | 1 h 31 min 07 s |
| 7    | États-Unis | Timothy Seaman  | 1 h 33 min 24 s |
| 8    | États-Unis | John Nunn       | 1 h 35 min 34 s |

| Rang | Pays       | Athlète           | Temps           |
| ---- | ---------- | ----------------- | --------------- |
| 1    | Mexique    | Víctoria Palacios | 1 h 35 min 16 s |
| 2    | Mexique    | Rosario Sánchez   | 1 h 35 min 21 s |
| 3    | États-Unis | Joanne Dow        | 1 h 35 min 48 s |
| 4    | Bolivie    | Geovanna Irusta   | 1 h 37 min 08 s |
| 5    | Bolivie    | Ariana Quino      | 1 h 38 min 43 s |
| 6    | Colombie   | Sandra Zapata     | 1 h 38 min 49 s |
| 7    | Guatemala  | Natvidad Collado  | 1 h 39 min 18 s |
| 8    | États-Unis | Amber Antonia     | 1 h 42 min 45 s |

### 50 km marche
| \| Rang \| Pays \| Athlète \| Temps \| \| ---- \| ---------- \| ----------------------- \| --------------- \| \| 1 \| Mexique \| Germán Sánchez \| 4 h 05 min 02 s \| \| 2 \| Brésil \| Mário dos Santos Junior \| 4 h 07 min 37 s \| \| 3 \| Guatemala \| Luis Fernando García \| 4 h 12 min 14 s \| \| 4 \| Brésil \| Sérgio Galdino \| 4 h 24 min 42 s \| \| 5 \| États-Unis \| Philip Dunn \| 4 h 25 min 50 s \| |            |                         |                 |
| Rang | Pays       | Athlète                 | Temps           |
| 1 | Mexique    | Germán Sánchez          | 4 h 05 min 02 s |
| 2 | Brésil     | Mário dos Santos Junior | 4 h 07 min 37 s |
| 3 | Guatemala  | Luis Fernando García    | 4 h 12 min 14 s |
| 4 | Brésil     | Sérgio Galdino          | 4 h 24 min 42 s |
| 5 | États-Unis | Philip Dunn             | 4 h 25 min 50 s |

### Saut en hauteur
| Rang | Pays       | Athlète          | Performance |
| ---- | ---------- | ---------------- | ----------- |
| 1    | Jamaïque   | Germaine Mason   | 2,34 m      |
| 2    | États-Unis | Jamie Nieto      | 2,28 m      |
| 3    | États-Unis | Terrance Woods   | 2,22 m      |
| 4    | Cuba       | Lisvany Pérez    | 2,20 m      |
| 5    | Brésil     | Fabrício Romero  | 2,20 m      |
| 6    | Brésil     | Jessé de Lima    | 2,16 m      |
| 7    | Barbade    | Henderson Dottin | 2,16 m      |
| 8    | Haïti      | Huguens Jean     | 2,16 m      |

| Rang | Pays                   | Athlète             | Performance |
| ---- | ---------------------- | ------------------- | ----------- |
| 1    | République dominicaine | Juana Arrendel      | 1,94 m      |
| 2    | Mexique                | Romary Rifka        | 1,94 m      |
| 3    | Cuba                   | Yariannis Argüelles | 1,89 m      |
| 4    | États-Unis             | Stacy-Ann Grant     | 1,86 m      |
| 5    | Sainte-Lucie           | Lavern Spencer      | 1,83 m      |
| 6    | États-Unis             | Ifoma Jones         | 1,86 m      |
| 7    | Argentine              | Solange Witteveen   | 1,80 m      |
| 8    | Canada                 | Nicole Forrester    | 1,80 m      |

### Saut en longueur
| Rang | Pays         | Athlète                 | Performance |
| ---- | ------------ | ----------------------- | ----------- |
| 1    | Cuba         | Iván Pedroso            | 8,23 m      |
| 2    | Cuba         | Luis Felipe Méliz       | 8,20 m      |
| 3    | Venezuela    | Victor Castillo         | 7,98 m      |
| 4    | Îles Caïmans | Kareem Streete-Thompson | 7,96 m      |
| 5    | Bahamas      | Osbourne Moxey          | 7,93 m      |
| 6    | États-Unis   | Kevin Dilworth          | 7,86 m      |
| 7    | Jamaïque     | Aundre Edwards          | 7,76 m      |
| 8    | Barbade      | Kevin Bartlett          | 7,60 m      |

| Rang | Pays                   | Athlète          | Performance |
| ---- | ---------------------- | ---------------- | ----------- |
| 1    | Canada                 | Alice Falaiye    | 6,43 m      |
| 2    | Bahamas                | Jackie Edwards   | 6,41 m      |
| 3    | Cuba                   | Yargelis Savigne | 6,40 m      |
| 4    | République dominicaine | María Espencer   | 6,31 m      |
| 5    | États-Unis             | Tameisha King    | 6,09 m      |
| 6    | États-Unis             | Rose Richmond    | 6,01 m      |
| 7    | Uruguay                | Mónica Falcioni  | 5,90 m      |
| 8    | Bahamas                | Daphne Saunders  | 5,90 m      |

### Triple saut
| Rang | Pays               | Athlète           | Performance |
| ---- | ------------------ | ----------------- | ----------- |
| 1    | Cuba               | Yoandris Betanzos | 17,26 m     |
| 2    | Brésil             | Jadel Gregório    | 17,03 m     |
| 3    | Cuba               | Yoelbi Quesada    | 16,78 m     |
| 4    | États-Unis         | Allen Simms       | 16,56 m     |
| 5    | États-Unis         | Aarik Wilson      | 16,20 m     |
| 6    | Antigua-et-Barbuda | Ayata Joseph      | 16,09 m     |
| 7    | Sainte-Lucie       | Dwane Magloire    | 15,91 m     |
| 8    | Barbade            | Gregory Hughes    | 15,69 m     |

| Rang | Pays                   | Athlète          | Performance |
| ---- | ---------------------- | ---------------- | ----------- |
| 1    | Cuba                   | Mabel Gay        | 14,42 m     |
| 2    | États-Unis             | Yuliana Martínez | 13,99 m     |
| 3    | Cuba                   | Yusmay Bicet     | 13,90 m     |
| 4    | Jamaïque               | Suzette Lee      | 13,83 m     |
| 5    | États-Unis             | Tiombé Hurd      | 13,68 m     |
| 6    | République dominicaine | María Espencer   | 13,66 m     |
| 7    | Jamaïque               | Colleen Scott    | 13,63 m     |
| 8    | Guatemala              | María José Paiz  | 13,09 m     |

### Saut à la perche
| Rang | Pays         | Athlète             | Performance |
| ---- | ------------ | ------------------- | ----------- |
| 1    | États-Unis   | Toby Stevenson      | 5,45 m      |
| 2    | États-Unis   | Russ Buller         | 5,40 m      |
| 3    | Sainte-Lucie | Dominic Johnson     | 5,40 m      |
| 4    | Argentine    | Javier Benítez      | 5,35 m      |
| 5    | Mexique      | Giovanni Lanaro     | 5,30 m      |
| 6    | Venezuela    | Ricardo Díez        | 5,20 m      |
| 7    | Chili        | José Francisco Nava | 5,20 m      |
| 8    | Jamaïque     | Jabari Ennis        | 5,00 m      |

| Rang | Pays       | Athlète          | Performance |
| ---- | ---------- | ---------------- | ----------- |
| 1    | États-Unis | Melissa Mueller  | 4,40 m      |
| 2    | Chili      | Carolina Torres  | 4,30 m      |
| 3    | Canada     | Stephanie McCann | 4,20 m      |
| 4    | États-Unis | Kellie Suttle    | 4,10 m      |
| 5    | Cuba       | Katiuska Pérez   | 4,10 m      |
| 6    | Canada     | Dana Ellis       | 4,00 m      |
| 7    | Mexique    | Alejandra Meza   | 4,00 m      |
| 8    | Porto Rico | Denise Orengo    | 3,90 m      |

### Lancer du javelot
| Rang | Pays       | Athlète           | Performance |
| ---- | ---------- | ----------------- | ----------- |
| 1    | Cuba       | Emeterio González | 81,72 m     |
| 2    | Cuba       | Isbel Luaces      | 80,95 m     |
| 3    | États-Unis | Breaux Greer      | 79,21 m     |
| 4    | Brésil     | Luíz da Silva     | 73,86 m     |
| 5    | Venezuela  | Manuel Fuenmayor  | 72,63 m     |
| 6    | Paraguay   | Nery Kennedy      | 72,62 m     |
| 7    | Chili      | Diego Moraga      | 71,79 m     |
| 8    | États-Unis | Rob Minnitti      | 71,64 m     |

| Rang | Pays       | Athlète             | Performance |
| ---- | ---------- | ------------------- | ----------- |
| 1    | États-Unis | Kim Kreiner         | 60,86 m     |
| 2    | Bahamas    | Laverne Eve         | 60,68 m     |
| 3    | Cuba       | Olisdeilys Menéndez | 60,20 m     |
| 4    | Colombie   | Sabina Moya         | 60,17 m     |
| 5    | Cuba       | Sonia Bisset        | 58,00 m     |
| 6    | États-Unis | Erica Wheeler       | 53,08 m     |
| 7    | Colombie   | Zuleima Araméndiz   | 50,37 m     |
| 8    | Paraguay   | Leryn Franco        | 50,21 m     |

### Lancer du disque
| Rang | Pays       | Athlète              | Performance |
| ---- | ---------- | -------------------- | ----------- |
| 1    | Canada     | Jason Tunks          | 63,70 m     |
| 2    | Cuba       | Frank Casañas        | 62,61 m     |
| 3    | Cuba       | Lois Maikel Martínez | 61,36 m     |
| 4    | États-Unis | Josh Ralston         | 59,57 m     |
| 5    | Argentine  | Jorge Balliengo      | 59,39 m     |
| 6    | États-Unis | Doug Reynolds        | 58,60 m     |
| 7    | Canada     | Eric Forshaw         | 57,42 m     |
| 8    | Argentine  | Marcelo Pugliese     | 55,88 m     |

| Rang | Pays                   | Athlète            | Performance |
| ---- | ---------------------- | ------------------ | ----------- |
| 1    | États-Unis             | Aretha Hill        | 63,30 m     |
| 2    | Cuba                   | Anaelys Fernández  | 61,26 m     |
| 3    | Cuba                   | Yania Ferrales     | 60,03 m     |
| 4    | États-Unis             | Suzy Powell        | 60,00 m     |
| 5    | Brésil                 | Elisângela Adriano | 58,80 m     |
| 6    | Colombie               | Luz Dary Castro    | 55,65 m     |
| 7    | République dominicaine | María Mercedes     | 44,46 m     |
| 8    | Chili                  | Marianne Berndt    | 42,45 m     |

### Lancer du poids
| Rang | Pays              | Athlète          | Performance |
| ---- | ----------------- | ---------------- | ----------- |
| 1    | États-Unis        | Reese Hoffa      | 20,95 m     |
| 2    | Chili             | Marco Verni      | 20,14 m     |
| 3    | Canada            | Bradley Snyder   | 20,10 m     |
| 4    | États-Unis        | Daniel Taylor    | 19,69 m     |
| 5    | Cuba              | Alexis Paumier   | 19,32 m     |
| 6    | Venezuela         | Yojer Medina     | 19,19 m     |
| 7    | Colombie          | Johnny Rodríguez | 18,16 m     |
| 8    | Trinité-et-Tobago | David Stoute     | 17,65 m     |

| Rang | Pays                   | Athlète            | Performance |
| ---- | ---------------------- | ------------------ | ----------- |
| 1    | Cuba                   | Yumileidi Cumbá    | 19,31 m     |
| 2    | Brésil                 | Elisângela Adriano | 18,48 m     |
| 3    | République dominicaine | Flor Vásquez       | 18,14 m     |
| 4    | Cuba                   | Misleydis González | 17,99 m     |
| 5    | États-Unis             | Laura Gerraughty   | 17,33 m     |
| 6    | Trinité-et-Tobago      | Cleopatra Borel    | 17,23 m     |
| 7    | États-Unis             | Kristin Heaston    | 16,55 m     |
| 8    | Chili                  | Marianne Berndt    | 15,37 m     |

### Lancer du marteau
| Rang | Pays       | Athlète         | Performance |
| ---- | ---------- | --------------- | ----------- |
| 1    | Argentine  | Juan Cerra      | 75,53 m     |
| 2    | États-Unis | James Parker    | 74,35 m     |
| 3    | États-Unis | John McEwen     | 71,49 m     |
| 4    | Cuba       | Yosvany Suárez  | 70,24 m     |
| 5    | Cuba       | Alberto Sánchez | 69,37 m     |
| 6    | Argentine  | Adrián Marzo    | 68,65 m     |
| 7    | Guatemala  | Raúl Rivera     | 65,06 m     |
| 8    | Pérou      | Eduardo Acuña   | 63,30 m     |

| Rang | Pays              | Athlète          | Performance |
| ---- | ----------------- | ---------------- | ----------- |
| 1    | Cuba              | Yipsi Moreno     | 74,25 m     |
| 2    | Cuba              | Yunaika Crawford | 69,57 m     |
| 3    | Trinité-et-Tobago | Candice Scott    | 69,06 m     |
| 4    | États-Unis        | Anna Mahon       | 67,09 m     |
| 5    | États-Unis        | Dawn Ellerbe     | 65,75 m     |
| 6    | Jamaïque          | Nicky Grant      | 59,99 m     |
| 7    | Mexique           | Violeta Guzmán   | 58,31 m     |
| 8    | Salvador          | Nancy Guillén    | 57,30 m     |

### 4 ×100mrelais
| Rang | Pays                       | Athlète                                                         | Performance |
| ---- | -------------------------- | --------------------------------------------------------------- | ----------- |
| 1    | Brésil                     | Vicente de Lima Édson Ribeiro André Domingos Claudinei da Silva | 38 s 44     |
| 2    | Trinité-et-Tobago          | Niconnor Alexander Marc Burns Ato Boldon Darrel Brown           | 38 s 53     |
| 3    | Cuba                       | José César José Carlos Peña Luis Alexander Reyes Juan Pita      | 39 s 09     |
| 4    | Antilles néerlandaises     | Geronimo Goeloe Charlton Raphaela Jairo Duzant Churandy Martina | 39 s 19     |
| 5    | Bahamas                    |                                                                 | 39 s 72     |
| 6    | Saint-Christophe-et-Niévès |                                                                 | 40 s 37     |
| 7    | Jamaïque                   |                                                                 | disq.       |
| 8    | États-Unis                 | Mickey Grimes Jason Smoots Kenny Brokenburr Olan Coleman        | disq.       |

| Rang | Pays              | Athlète                                                               | Performance |
| ---- | ----------------- | --------------------------------------------------------------------- | ----------- |
| 1    | États-Unis        | Angela Williams Consuella Moore Angela Daigle Lauryn Williams         | 43 s 06     |
| 2    | Cuba              | Dainelki Perez Misleydys Lazo Roxana Díaz Virgen Benavides            | 43 s 40     |
| 3    | Jamaïque          | Judith Kitson Lacena Golding-Clarke Brigitte Foster Danielle Browning | 43 s 71     |
| 4    | Trinité-et-Tobago | Keenan Gibson Fana Ashby Wanda Hutson Kelly-Ann Baptiste              | 43 s 97     |
| 5    | Colombie          |                                                                       | 45 s 13     |
| 6    | Dominique         |                                                                       | 45 s 76     |
| 7    | Bahamas           |                                                                       | DNS         |

### 4 × 400 m relais
| Rang | Pays                   | Athlète                                                    | Performance   |
| ---- | ---------------------- | ---------------------------------------------------------- | ------------- |
| 1    | Jamaïque               | Michael Campbell Sanjay Ayre Lansford Spence Davian Clarke | 3 min 01 s 81 |
| 2    | États-Unis             | Mitchell Potter Ja'Warren Hooker Adam Steele James Davis   | 3 min 01 s 87 |
| 3    | République dominicaine | Arismendy Peguero Carlos Santa Julio Vidaz Félix Sánchez   | 3 min 02 s 02 |
| 4    | Trinité-et-Tobago      |                                                            | 3 min 05 s 28 |
| 5    | Bahamas                |                                                            | 3 min 05 s 50 |
| 6    | Cuba                   |                                                            | 3 min 06 s 27 |
| 7    | Venezuela              |                                                            | 3 min 06 s 52 |

| Rang | Pays                   | Athlète                                                          | Performance   |
| ---- | ---------------------- | ---------------------------------------------------------------- | ------------- |
| 1    | États-Unis             | Me'Lisa Barber Julian Clay Moushaumi Robinson DeeDee Trotter     | 3 min 26 s 40 |
| 2    | Jamaïque               | Allison Beckford Michelle Burgher Naleya Downer Novlene Williams | 3 min 27 s 34 |
| 3    | Brésil                 | Maria Alimaro Geisa Coutinho Lucimar Teodoro Josiana Tito        | 3 min 28 s 07 |
| 4    | Mexique                | Liliana Allen Mayra González Gabriela Medina Ana Guevara         | 3 min 28 s 23 |
| 5    | Cuba                   |                                                                  | 3 min 28 s 79 |
| 6    | Porto Rico             |                                                                  | 3 min 32 s 28 |
| 7    | Colombie               |                                                                  | 3 min 37 s 79 |
| 8    | République dominicaine |                                                                  | 3 min 38 s 48 |

### Décathlon/Heptathlon
| Rang | Pays       | Athlète          | Points    |
| ---- | ---------- | ---------------- | --------- |
| 1    | États-Unis | Stephen Moore    | 7 809 pts |
| 2    | Porto Rico | Luiggy Llanos    | 7 704 pts |
| 3    | Cuba       | Yonelvis Aguila  | 7 593 pts |
| 4    | Argentine  | Santiago Lorenzo | 7 467 pts |
| 5    | Argentine  | Enrique Aguirre  | 7 356 pts |

| Rang | Pays                   | Athlète            | Performance |
| ---- | ---------------------- | ------------------ | ----------- |
| 1    | États-Unis             | Tiffany Lott       | 6 064 pts   |
| 2    | Canada                 | Nicole Haynes      | 5 969 pts   |
| 3    | Cuba                   | Magalys García     | 5 864 pts   |
| 4    | République dominicaine | Judith Méndez      | 5 783 pts   |
| 5    | Cuba                   | Yoleidis Limonta   | 5 496 pts   |
| 6    | Venezuela              | Thaimara Rivas     | 5 472 pts   |
| 7    | République dominicaine | Francia Manzanillo | 5 359 pts   |
| 8    | Chili                  | Valeria Steffens   | 4 988 pts   |